# Banco da Espanha

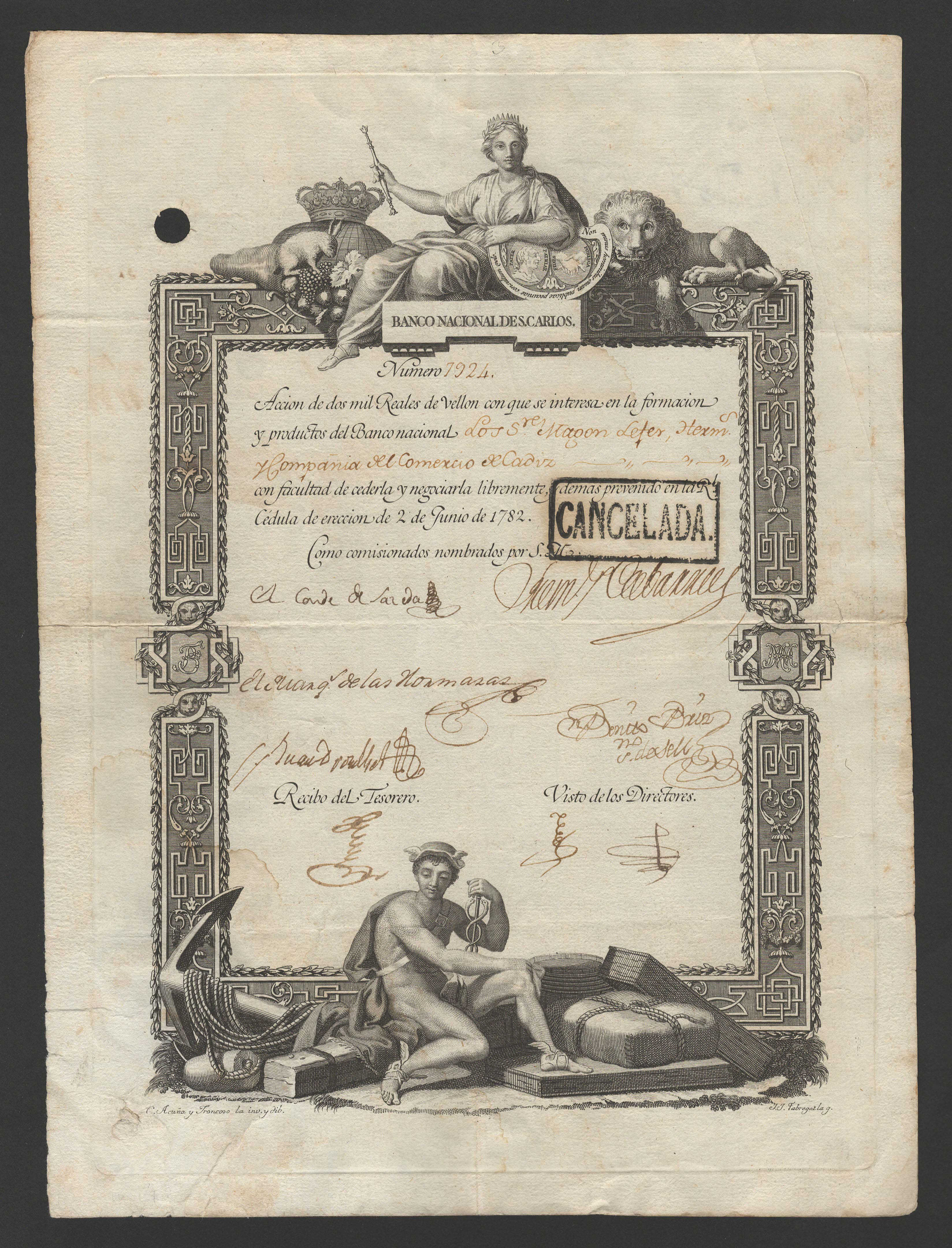
Ação do Banco Nacional de San Carlos, emitida em 2 de junho de 1782

O Banco da Espanha (em castelhano: Banco de España) é o banco central da Espanha e o membro espanhol do Eurosistema, e foi a autoridade monetária da Espanha de 1874 a 1998, emitindo a peseta espanhola. Desde 2014, é também a autoridade nacional competente de Espanha no âmbito da Supervisão Bancária Europeia. Foi originalmente estabelecido por Carlos III em Madri em 1782, como Banco Nacional de San Carlos, e assumiu seu nome atual em 1856. Sua atividade é regulada pela Lei de Autonomia do Banco da Espanha. O banco não traduz seu nome para o inglês, mas usa seu nome em espanhol em todas as comunicações em inglês.
O Banco de Espanha detém 9,1 milhões de onças troy de ouro (cerca de 283 toneladas) (2019), que estão armazenadas nos seus próprios cofres e em várias instituições em Londres e Nova Iorque. Segundo dados do FMI, a Espanha ocupa o 20.º lugar entre as quarenta maiores reservas de ouro do mundo (em julho de 2015).
Em janeiro de 2021, a tempestade de neve "Filomena" fez com que o relógio do Banco da Espanha congelasse pela primeira vez em 130 anos. Isso ocorreu às 11h35 da manhã de sábado, 9 de janeiro.

## História
Originalmente chamado de Banco Nacional de San Carlos, foi fundado em 1782 por Carlos III em Madri, para estabilizar as finanças do governo por meio de seus títulos estaduais (vales reales) após a Guerra Revolucionária Americana, na qual a Espanha deu apoio militar e financeiro às Treze Colônias. Embora ajudasse o estado, o banco era inicialmente de propriedade privada de acionistas. Seus ativos incluíam os de "capitalistas espanhóis, rentistas franceses e vários tesouros de comunidades indígenas na Nova Espanha" (México colonial). Seu primeiro diretor foi o banqueiro francês François Cabarrus, conhecido na Espanha como Francisco Cabarrús.